# 诺威奇 (康涅狄格州)
諾威奇（英語：Norwich）是美國康乃狄克州新倫敦縣的一個城市，有「新英格蘭玫瑰」之稱。面積76.4平方公里。根據美國2010年人口普查，人口40,493人。
1659年建立。1784年設市，1952年與同名的鎮合併。

## 人口
根據美國2010年人口普查，諾威奇有人口40,493人。其人口是由67.5%白人，11.4%黑人，0.8%美国原住民，8.6%亚洲人，0.0%太平洋岛原住民，以及9.9%混血构成。西班牙裔有14.3%人。
諾威奇的家庭收入中位数为$55,391。约14.1%人口在贫穷线以下。

### 唐人街
9·11事件以后，一些华人搬家从纽约到諾威奇。有华人在附近賭場工作。